# Tuapoka
Tuapoka är ett släkte av spindlar. Tuapoka ingår i familjen trattspindlar.
Kladogram enligt Catalogue of Life:
| Tuapoka | \| \| Tuapoka cavata \| \| \| \| \| \| Tuapoka ovalis \| \| \| \| |
|         | \| \| Tuapoka cavata \| \| \| \| \| \| Tuapoka ovalis \| \| \| \| |
|         | Tuapoka cavata                                                    |
|         |                                                                   |
|         | Tuapoka ovalis                                                    |
|         |                                                                   |